# 1974–1975-ös magyar jégkorongbajnokság
A 38. első osztályú jégkorongbajnokságban négy csapat indult el. A mérkőzéseket 1974. november 2. és 1975. február 20. között a Kisstadionban és a Megyeri úti jégpályán rendezték meg.
A szezon végén osztották ki legelőször a legjobb ifjúsági korú játékosnak járó díjat a Leveles Kupát. A trófeát Leveles György jégkorongozó emlékére hozták létre. Leveles György a BVSC és a magyar válogatott egyik legtehetségesebb csatára volt. 1965-ben egy edzésen olyan szerencsétlenül esett el a jégen, hogy az egyik játékostársa korcsolyájának éle súlyosan megsértette a jobb szemét, amely miatt kénytelen volt felhagyni az aktív sportélettel.
Azonban kórházi kezelése után sem szakadt el teljesen a sportágtól és a Központi Sportiskola utánpótlás műhelyében nevelőedzőként dolgozott 1972 novemberében - 25 évesen - bekövetkezett haláláig.

## OB I. 1974/1975
|    | Csapat       | M  | GY | D | V  | GK     | Pont |
| -- | ------------ | -- | -- | - | -- | ------ | ---- |
| 1. | Ferencváros  | 18 | 16 | 0 | 2  | 116-59 | 32   |
| 2. | Újpest Dózsa | 18 | 8  | 2 | 8  | 92-90  | 18   |
| 3. | Bp. Volán SC | 18 | 7  | 1 | 10 | 73-94  | 15   |
| 4. | BVSC         | 18 | 3  | 1 | 14 | 58-96  | 7    |

## A bajnokság végeredménye
1. Ferencvárosi TC

2. Újpest Dózsa

3. Budapesti Volán SC

4. BVSC

## A Ferencváros bajnokcsapata
Balogh Tibor, Bikár Péter, Deák Miklós, Enyedi Ferenc, Farkas Tibor, Farkas András, Fekete István, Földi Gábor, Gogolák László, Hajzer Tibor, Hajzer János, Havrán Péter, Horváth Péter, Kereszty Ádám, Kléner Gyula, Kovács Antal, Ladányi Gábor, Mészöly András, Muhr Albert, Póth János, Schilling Péter, Treplán Béla, Zölei János
Edző: dr. Jakabházy László

## A bajnokság különdíjasai
- Az évad legjobb ifjúsági korú játékosa (Leveles Kupa): Buzás György (Újpest Dózsa)